# قشلة جدة
قشلة جدة هي قلعة عثمانية صغيرة بنيت في جدة عام 1525م خلال فترة الصراعات مع البرتغاليين في البحر الأحمر، كانت تتسع لأكثر من 2000 عسكري بداخلها. وهي في الوقت الحالي عبارة عن مكان لاستقبال رغبات الالتحاق بالجيش السعودي أو بالفروع العسكرية الأخرى. وبنيت وأسست القشلة حسب الأوامر السلطانية العثمانية. وهذه الثكنة أحتضنت في داخلها آنذاك الجنود والإداريين والمسؤولين عنهم ومخازنهم ومستودعاتهم، حيث كانت دائرة مدنية عسكرية في الدولة العثمانية.

## التسمية
وكلمة القشلة هي كلمة مأخوذة من اللغة التركية تعني المكان الذي يمكث فيه الجنود بالشتاء، وهي تعني المشتى أي المكان الذي يقي الإنسان من تقلّبات الجوّ، ثم خصّصت لاقامة الجنود وقت السلم، أي ما معناه الثكنة العسكرية أو المعسكر كما يطلق عليه الآن.